# Primera División (Chile) 1942
Die Primera División 1942, auch unter dem Namen 1942 Campeonato Nacional de Fútbol Profesional bekannt, war die 10. Saison der Primera División, der höchsten Spielklasse im Fußball in Chile.
Die Meisterschaft gewann das Team von Santiago Morning. Es war der erste Meisterschaftstitel der Vereinsgeschichte.

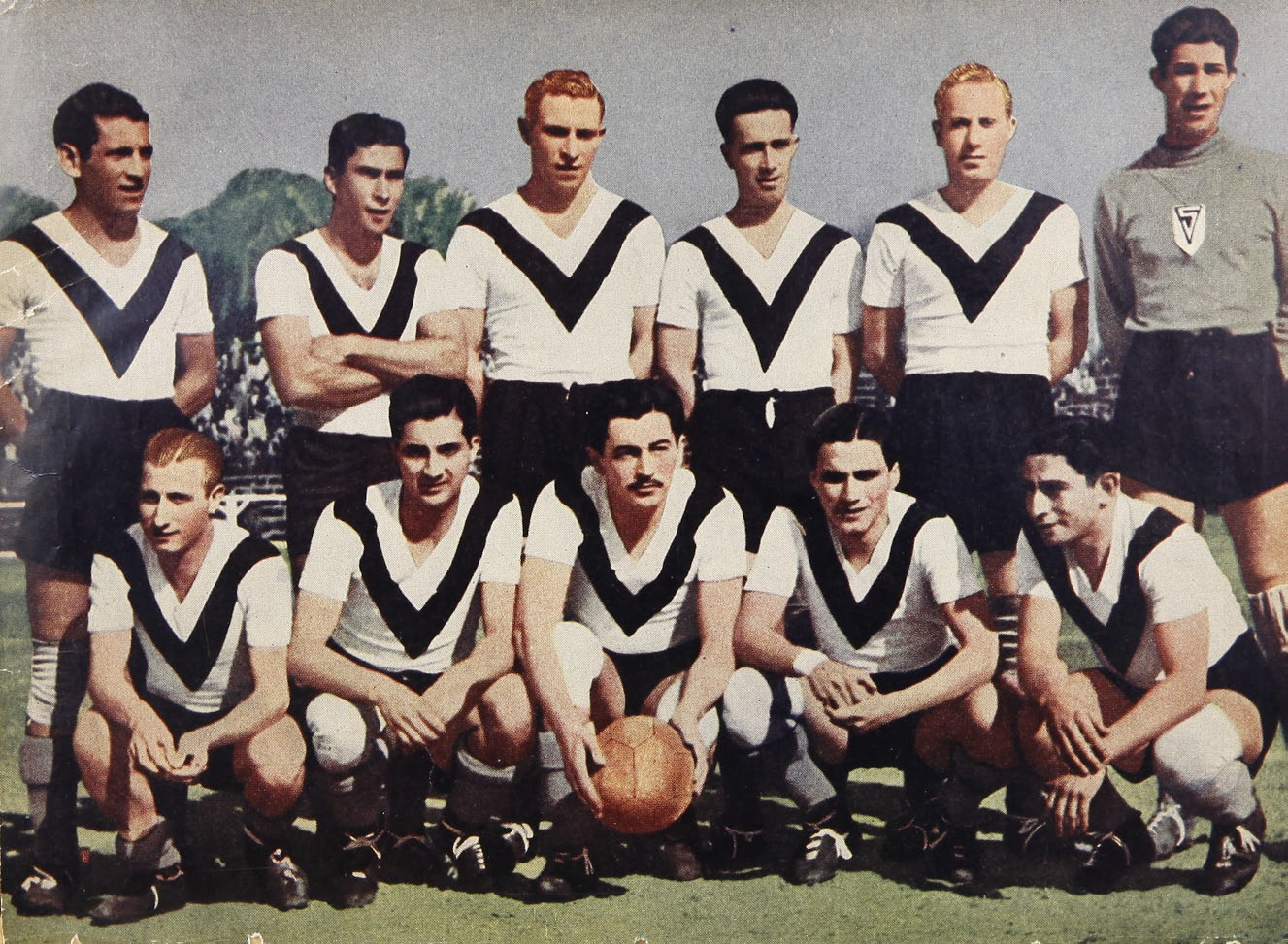
Das Meisterteam von Santiago Morning 1942

## Modus
Die zehn Teams spielen jeder gegen jeden mit Hin- und Rückspiel. Sieger ist die Mannschaft mit den meisten Punkten. Bei Punktgleichheit entscheidet das Torverhältnis.

## Teilnehmer
Teilnehmer waren zehn Teams aus der Hauptstadt Santiago. Es spielten die gleichen Teams wie im Vorjahr. Santiago National trat seit Beginn 1942 wieder unter dem alten Klubnamen an.

## Tabelle
| Pl.                       | Verein               | Sp. | S  | U | N  | Tore    | Diff. | Punkte |
| ------------------------- | -------------------- | --- | -- | - | -- | ------- | ----- | ------ |
| 1.                        | Santiago Morning     | 18  | 13 | 3 | 2  | 051:180 | +33   | 29     |
| 2.                        | CD Magallanes        | 18  | 13 | 2 | 3  | 048:280 | +20   | 28     |
| 3.                        | CSD Colo-Colo (M)    | 18  | 10 | 5 | 3  | 042:200 | +22   | 25     |
| 4.                        | CD Green Cross       | 18  | 7  | 5 | 6  | 039:460 | −7    | 19     |
| 5.                        | Universidad de Chile | 18  | 5  | 8 | 5  | 028:250 | +3    | 18     |
| 6.                        | Audax Italiano       | 18  | 7  | 4 | 7  | 030:300 | ±0    | 18     |
| 7.                        | Unión Española       | 18  | 7  | 1 | 10 | 036:380 | −2    | 15     |
| 8.                        | Badminton FC         | 18  | 4  | 6 | 8  | 033:390 | −6    | 14     |
| 9.                        | Universidad Católica | 18  | 3  | 4 | 11 | 019:400 | −21   | 10     |
| 10.                       | Santiago National    | 18  | 1  | 2 | 15 | 023:650 | −42   | 04     |
| Quelle: , Stand: Endstand |                      |     |    |   |    |         |       |        |

## Beste Torschützen
| Rang | Spieler      | Klub             | Tore |
| ---- | ------------ | ---------------- | ---- |
| 1    | Domingo Romo | Santiago Morning | 16   |